# Grupo Himalia

Este diagrama compara os elementos orbitais e os tamanhos relativos dos membros do grupo Himalia. O eixo horizontal ilustra suas distâncias de Júpiter e o eixo vertical suas inclinações orbitais. Os círculos representam os seus tamanhos relativos.

Este diagrama ilustra todos os satélites irregulares de Júpiter. O grupo Himalia é agrupado próximo ao topo do diagrama. A posição dos objetos no eixo horizontal indica suas distâncias de Júpiter. O eixo vertical indica sua inclinação orbital. A excentricidade orbital é indicada pelas barras amarelas, que ilustram as distâncias máximas e mínimas dos objetos em relação a Júpiter. Os círculos ilustram o tamanho relativo de cada objeto.

O grupo Himalia é um grupo de satélites irregulares prógrados de Júpiter que seguem órbitas similares à lua Himalia e que, acredita-se, possuem uma origem comum.
Os membros conhecidos do grupo são (em ordem de distância crescente de Júpiter):
- Leda
- Himalia (o maior dos satélites, que dá nome ao grupo)
- Lisiteia
- Elara
- Dia (candidato)

## Características e origem
Os objetos do grupo Himalia possuem semi-eixos maiores (distâncias de Júpiter) na faixa de 11,15 e 11,75 Gigâmetros (Gm), inclinação entre 26,6º e 28,3º e excentricidades na faixa de 0,11 a 0,25.
No aspecto físico, o grupo é bastante homogêneo; todos os satélites apresentam cores neutras (índices de cores B−V = 0,66 e V−R = 0,36) similares aos asteróide tipo C.
Dada a limitada dispersão dos parâmetros orbitais e da homogeneidade espectral, tem sido sugerido que o grupo poderia ser um resquício do desmembramento de um asteróide proveniente de um cinturão de asteróides principal. O raio do asteróide pai era de, provavelmente, cerca de 89 km, apenas um pouco maior do que o Himalia, o qual detém cerca de 89% da massa do corpo original. Isto indica que o asteróide não foi fortemente rompido.
Integrações numéricas mostram uma alta probabilidade de colisão entre os membros deste grupo de movimento prógrado durante a vida útil do sistema solar (por exemplo, uma média de 1,5 colisões entre as luas Himalia e Elara). Além disso, as mesmas simulações têm mostrado uma probabilidade bastante elevada de colisão entre satélites retrógrados e prógrados (por exemplo, Pasite e Himalia possuem 27% de probabilidade de colisão dentro de 4,5 bilhões de anos). Por conseguinte, sugere-se que o grupo atual pode ter sido resultado de uma história mais recente e rica em colisões entre satélites prógrados e retrógrados, em oposição ao único desmembramento logo após a formação do planeta, deduzido para o grupos Carme e Ananke.